# 2024 en Slovénie
Chronologie de la Slovénie
- 2020
- 2021
- 2022
- 2023
- 2024
- 2025
- 2026
- 2027
- 2028

Cet article présente les faits marquants de l'année 2024 en Slovénie.

## Évènements
- juin : élections européennes.
- 9 juin : référendum à questions multiples.

## Décès
1er décembre : Vinci Vogue Anžlovar, Réalisateur, acteur et compositeur.